# Huétor Tájar
Huétor Tájar – gmina w Hiszpanii, w prowincji Grenada, w Andaluzji, o powierzchni 39,94 km². W 2011 roku gmina liczyła 10 084 mieszkańców.
Praktyka sportu w gminie jest bardzo rozpowszechniona dzięki istnieniu obiektów sportowych, które ją ułatwiają.